# 高橋紀恵
高橋 紀恵（たかはし のりえ、旧芸名：高橋 礼恵、1969年10月28日 - ）は、日本の女優・声優。

## 人物
1989年に文学座研究所入所、1994年に座員となる。
平成6年度第29回紀伊國屋演劇賞個人賞受賞。

## 出演

### テレビ
- 女動物医事件簿
- 高校講座
- “ネットいじめ”に向き合うために（NHK教育）
- ブルースワット
- ミセスシンデレラ
- 渡る世間は鬼ばかり最終シーズン

### 吹き替え
- アンジェラ 15歳の日々（アンジェラ）
- 騎馬警官（フランチェスカ）
- 対決スペルバインダー（キャシー）
- 中華英雄伝 Chinese Hero
- ブロンドと柩の謎
- ホーム・フォー・ザ・ホリデイ
- ミステリー・グースバンプス（ジェシカ）
- 連理の枝（ソ・ヨンヒ）
- ロストワールド（ヴェロニカ）

### 舞台
1990年
- 初舞台『グリークス』(文学座アトリエ公演)

1991年
- 『NINAGAWAリア王』パナソニック・グローブ座
- 『山ほととぎすほしいまま』(松竹)サンシャイン劇場

1992年
- 『マイ チルドレン！マイ アフリカ！』(アトリエ)

1993年
- 『夜のキャンヴァス』(文学座本公演)三越劇場

1996年
- 『メジャーフォーメジャー』(安澤事務所)紀伊國屋ホール
- 『頭痛肩こり樋口一葉』(こまつ座)紀伊國屋ホール
- 『守銭奴』(俳優座劇場)

1997年
- 『オペラ・火刑台上のジャンヌ・ダルク』名古屋・愛知芸術劇場

1998年
- 『野望と夏草』(新国立劇場)

1999年
- 『アンティゴネ（ドラマリーディング）』世田谷パブリックシアター

2002年
- 『天保十二年のシェイクスピア』(日本劇団協議会）赤坂ACTシアター
- 『言葉―アイヒマンを捕らえた男』(シアター21)俳優座劇場

2003年
- 『サド公爵夫人』(新国立劇場)

2004年
- 『花咲くチェリー』(地人会、文学座協力）紀伊國屋ホール
- 『TERRA NOVA』(アトリエ)

2005年
- 『藪原検校』(地人会)かめありリリオホール

2006年
- 『モーターサイクル・ドン・キホーテ』(遊園地再生事業団)横浜赤レンガ倉庫
- 『シラノ・ド・ベルジュラック』（本公演）THEATRE1010

2007年
- 『コリオレイナス』（ホリプロ）彩の国さいたま芸術劇場、英国公演
- 『華々しき一族』（アトリエ）

2009年
- 『楽屋』（海千山千）下北沢OFF・OFFシアター
- 『兄おとうと』（こまつ座）紀伊國屋サザンシアター、旅

2010年
- 『冬のライオン』（幹の会）東京グローブ座、旅
- 『カエサル』（松竹）日生劇場

2011年
- 『朗読劇　この子たちの夏 1945・ヒロシマ・ナガサキ』世田谷パブリックシアター

2018年
- 『アンチゴーヌ』（ジャン・アヌイ作、栗山民也演出 、パルコ主催、1月9日–2月26日）新国立劇場、まつもと市民芸術館、ロームシアター京都、穂の国とよはし芸術劇場PLAT、北九州芸術劇場